# Point Thomas
Point Thomas ist eine bis zu 173 m hohe Landspitze an der Südküste von King George Island in den Südlichen Shetlandinseln. Sie markiert die Südseite der Einfahrt zum Ezcurra-Fjord in der Admiralty Bay und ist Standort der polnischen Arctowski-Station.
Kartiert wurde die Landspitze im Dezember 1909 bei der Fünften Französischen Antarktisexpedition (1908–1910) unter der Leitung des Polarforschers Jean-Baptiste Charcot. Dieser benannte sie nach einem Besatzungsmitglieds seines Forschungsschiffs Pourquoi Pas ?.